# Zone (banda)
Zone é uma banda japonesa de estilo j-pop, criada em 1997 e extinta em 2005.

## Biografia
A história de ZONE começa em 1997 em Sapporo, distrito de Hokkaido, através da Escola e Estúdio Runtime. O estúdio estava realizando um projeto de formação de uma banda, onde os integrantes iriam dançar, tocar e cantar.
Inicialmente, dentre todos os seus mais de 300 alunos, foram selecionados apenas oito garotas que se apresentavam dançando e cantando em rádios e festivais da região.
Um ano depois, o grupo se firmou com apenas quatro das oito integrantes originais, sendo elas, Miyu Nagase, Mizuho Saito, Maiko Sakae e Takayo Ookoshi.
Se apresentando em um festival em Sapporo, que conheceram seu produtor, o Tadayuki Ominami da Knockers Records, uma empresa do Grupo Sony. A partir daí começaram a se apresentar como ZONE.
Segundo elas o nome ZONE foi escolhido por representar a meta do grupo em toda sua amplitude, Z a última letra do alfabeto (representando o início da carreira) e One, número 1, como objetivo de escalarem o sucesso até o primeiro lugar.
Em 8 de fevereiro de 1999 laçaram seu primeiro single, Believe in Love. O single atingiu um certo sucesso, mas apenas como um grupo que dançava e cantava ao estilo de outros grupos, como o Speed.
A gigante Sony só se interessou mesmo pelo grupo, quando lançaram um vídeo onde pegavam seus instrumentos e tocavam enquanto cantavam. Ideia essa que foi dada por Tadayuki, que se baseou em uma extinta banda, o Kome Kome Club.
Já com a autorização da gravadora, em 7 de fevereiro de 2001 veio o segundo single Good Days, que atingiu um certo sucesso. Mas o grande estouro mesmo veio com seu terceiro single, Secret Base – Kimi ga Kureta Mono, lançado em 8 de agosto do mesmo ano, quando o mesmo foi usado em um comercial da Shiseido e também como música tema da novela Durama 'Kid´s War 3' da TBS.
O single atingiu um enorme sucesso e vendeu cerca de 600 mil cópias. Tal sucesso fez com que a banda chegasse ao segundo lugar no top Oricon.
Um ano depois, veio o primeiro álbum 'Z', seguido do sucesso do sexto single em 17 de julho de 2002, cuja música Hitoshizuku foi utilizada como tema japonês do desenho longa-metragem da Disney, A Era do Gelo.
Com o sétimo single, a banda mostrou sua versatilidade, lançando Akashi, com um som mais pesado e sendo um grande sucesso, sendo incluído, ao final de 2002, no segundo álbum O.
Já em 2003, veio o nono single True Blue, outro grande sucesso da banda, sendo escolhida como música tema do anime Astro Boy.
A banda fazia grande sucesso entre os nipônicos e já trabalhavam no próximo álbum N. Mas, no final de 2003, após a apresentação no festival Kouhaku Utagasen, foi anunciado a saída da ex-líder Takayo que iria se dedicar aos estudos.
Tempos depois a banda chegou a noticiar um intervalo de suas atividades, que, segundo especulações, seria utilizado para adaptação e escolha de uma nova integrante, ou até para ensaios e rearranjo das canções para prosseguimento como um trio.
Uma semana depois da notícia, a mídia estranhou, quando em 6 de janeiro de 2004, Tomoka Nishimura, ex-integrante da formação inicial, saía do grupo Shuel's e retorna ao grupo no lugar de Takayo, lançando tempos depois, seu primeiro single com a banda foi 'Sotsugyou'.
Ainda em 2004, Miyu Nagase se lança num projeto pessoal como cantora solo, que lhe rendeu dois singles: 'Just 4 your Luv' e 'Snowy Love'.
Em fevereiro de 2005, veio o anúncio da separação. Não por diferenças artísticas, queda de popularidade ou diferenças pessoais, mas simplesmente porque Miyu resolvera se afastar para terminar os estudos, e devido a grande amizade entre elas, não queriam nem substitui-la nem continuar como trio.
Veio então o último single Egao Biyori, lançado em março, sendo seguido pelo último álbum E, o único disco duplo contendo em um cd uma coletânea dos melhores singles, e o segundo, com canções inéditas.
Em 1 de abril, elas realizaram a sua última apresentação juntas ao final da Spring Tour 2005 – No Need to Wait for Summer, no Nippon Budokan, onde tocaram a sua mais famosa música Secret Base num emocionante adeus.
Assim como está escrito na música Secret Base, após 10 anos do lançamento desse single (Outubro de 2011), elas voltaram a fazer 2 shows no Akasaka BLITZ dias 14 e 15 com a formação original. Esse show será em pró às vítimas dos terremotos e tsunamis que devastaram o nordeste Japonês no dia 11 de Março de 2011. Com isso, um álbum tributo, intitulado "ZONE Tribute: Kimi ga Kureta Mono" foi lançado. O álbum é composto por dois CDs: o primeiro são covers de vários artistas em uma homenagem ao ZONE e o segundo CD são músicas  das próprias meninas do ZONE selecionadas por elas mesmas contando com apenas 1 música inédita chamada "Yakusoku: August, 10 years later", é dito que essa música é uma “resposta” para Secret Base.
Ainda há também a volta grande da popularidade da música Secret Base, que virou encerramento do anime Ano Hana, sendo falado por muitos como uma das melhores musicas de encerramento de 2011.
Boatos dizem que a Banda ZONE pode voltar à ativa, basta só a todos torcerem para que aconteça.

## Discografia

### Singles
2005-03-09 - egao biyori 笑顔日和
2004-08-04 - glory colors ～風のトビラ～
2004-06-02 - taiyou no kiss 太陽のKiss
2004-02-04 - sotsugyo 卒業
2003-10-29 - boku no tegami 僕の手紙
2003-07-30 - H・A・N・A・B・I ～君がいた夏～
2003-04-16 - true blue/ren ren ・・・ true blue／恋々・・・
2002-11-27 - shiroi hana 白い花 CD maxi-single
2002-09-26 - akashi 証
2002-07-17 - hitoshizuku 一雫
2002-02-14 - yume no kakera… 夢ノカケラ・・・
2001-11-14 - sekai no hon no katasumi kara 世界のほんの片隅から
2001-08-08 - secret base ～君がくれたもの～
2001-05-23 - daibakuhatsu NO.1 大爆発 NO.1
2001-02-07 - GOOD DAYS
1999-12-18 - believe in love

### Álbuns
2006-04-19 - ura E ～Complete B side Melodies～
2005-04-13 - E ～Complete A side Singles～
2004-02-18 - N
2002-11-27 - O
2002-02-14 - Z

### DVDs
2006-05-24 - ZONE BEST MEMORIAL CLIPS
2005-06-22 - ZONE FINAL in Nihon Budokan ～kokoro wo komete arigatou～ ZONE FINAL in 日本武道館 2005/04/01 ～心を込めてありがとう～
2005-05-18 - ZONE CLIPS 03 ～2005 卒業～
2004-09-29 - ZONE TV special「ユメハジマッタバカリ」
2004-03-17 - ZONE CLIPS 02 ～Forever Side～
2003-10-29 - ZONE CLIPS 01 ～Sunny Side～